# جلهم هندي
الجُلْهُم الهندي أو الجُلْهُم الثلاثي الخطوط (Funambulus palmarum) هو نوع من القوارض يتبع فصيلة السنجابيات، يستوطن الهند (جنوب جبال فنديا [الإنجليزية]) وسريلانكا. في أواخر القرن التاسع عشر، أدخل الجلهم إلى مدغشقر وريونيون ومايوت وجزر القمر وموريشيوس وسيشيل. يوجد الجلهم الخماسي الخطوط (F. pennantii) في شمال الهند، ويتداخل نطاقه جزئيًا مع هذا النوع.

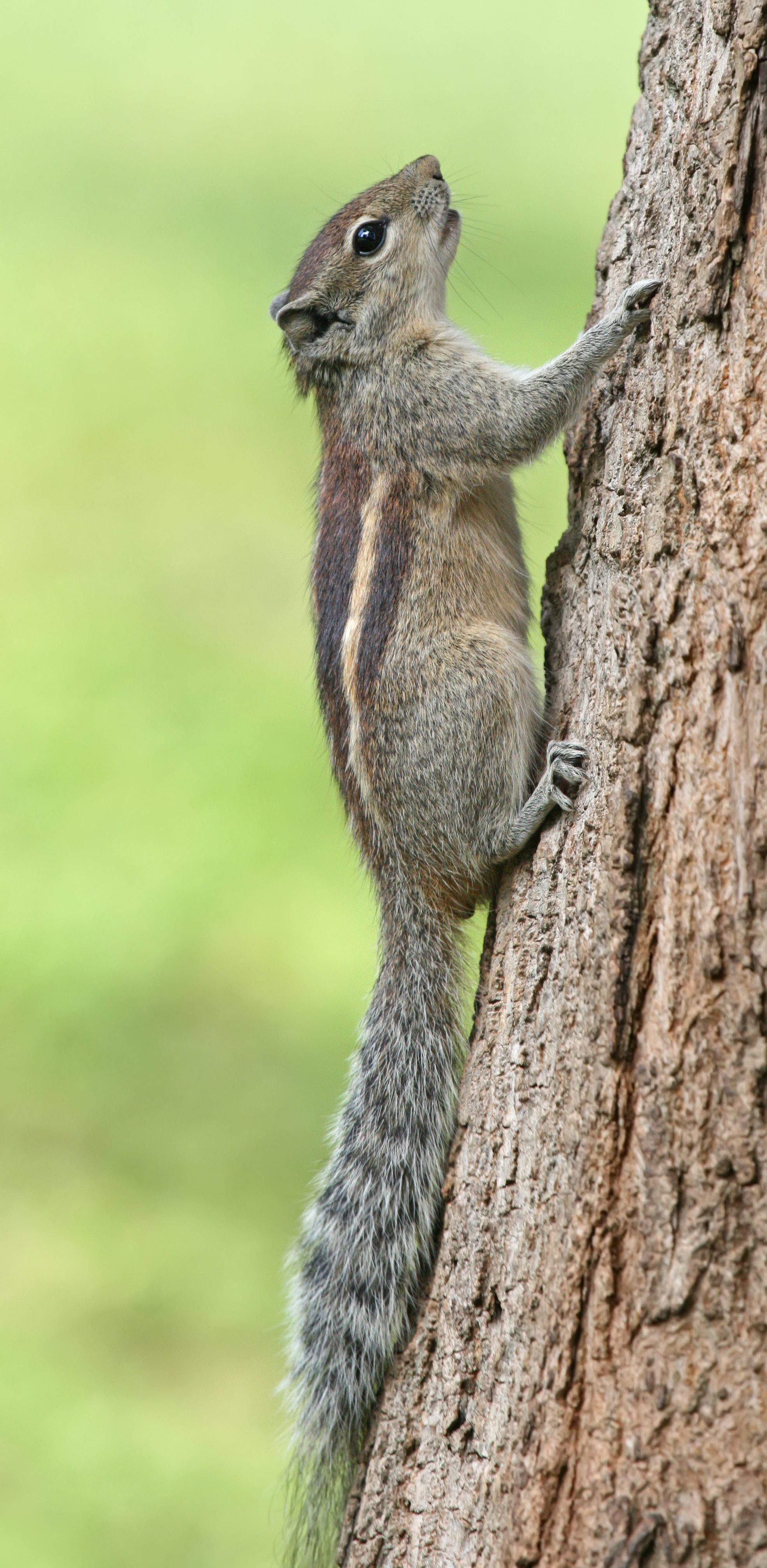
الجلهم الهندي في بنغالور، الهند

يبلغ حجم الجلهم تقريبًا حجم صيدناني كبير، له ذيل كثيف أقصر قليلاً من جسمه. الظهر ذو لون بني رمادي مع ثلاثة خطوط بيضاء واضحة تمتد من الرأس إلى الذيل. يمتد الخطان الخارجيان من الرجلين الأمامين إلى الرجلين الخلفيين فقط. له بطن أبيض قشدي وذيل مغطى بشعر طويل أبيض يتخللها سواد. الآذان صغيرة ومثلثة. السناجب اليافعة لها لون أفتح بشكل ملحوظ الذي يزداد قتامة مع تقدم العمر. المهق نادر ولكنه موجود في هذا النوع.

## دورة الحياة

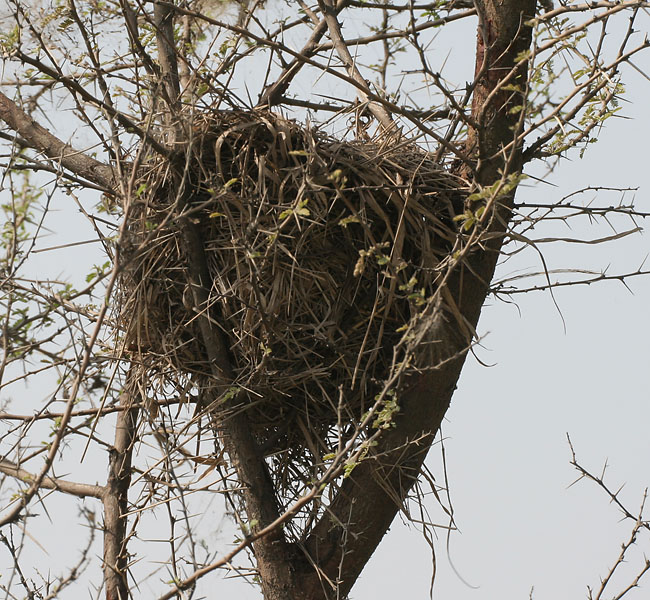
عش الجلهم الهندي

يعرض الجلهم الهندي مجموعة متنوعة من السلوكيات الإنجابية؛ يعرض البعض نشاطًا دوريًا بينما يُظهر البعض الآخر نشاطًا تناسليًا مستمرًا. فترة الحمل 34 يومًا؛ يحدث التكاثر في الأعشاش العشبية خلال فصل الخريف. يعتبر الفضلات من اثنين أو ثلاثة شائعة، ويبلغ متوسطها 2.75. تفطم الصغار بعد حوالي 10 أسابيع وينضجون جنسيًا في عمر 9 أشهر. وزن البالغين 100 غرام. لا يُعرف الكثير عن طول عمرها، لكن عينة واحدة عاشت 5.5 سنوات في الأسر. 

## النظام الغذائي والسلوك
الجلهم الهندي هو حيوان منعزل، يقضي معظم حياته دون التفاعل مع الأنواع الأخرى الخاصة به، باستثناء التزاوج وتربية الأطفال. في حين أن المكسرات والفواكه تشكل غالبية نظامها الغذائي، فإن الجلهم الهندي سوف يأكل أيضًا الحشرات والثدييات الصغيرة الأخرى والزواحف. الجلاهم هي حيوانات عالية الصوت، مع صراخ يبدو مثل "شِپ شِپ شِپ" عندما يكون هناك خطر. إنهم انتهازيون في المناطق الحضرية، ويمكن ترويضهم وتدريبهم بسهولة على قبول الطعام من البشر. نشط طبيعيًا، يصل نشاطها إلى مستويات من الجنون خلال موسم التزاوج. تميل إلى أن تكون وقائية للغاية لمصادر طعامها، وغالبًا ما تحرسها وتدافع عنها من الطيور والسناجب الأخرى.
على عكس بعض الأنواع الأخرى من السنجاب، فإن الجلهم الهندي لا يسبت.